# 威斯特摩兰-弗内斯
威斯特摩兰-弗内斯（英語：Dalton-in-Furness）是英格兰坎布里亚名誉郡境内的一个单一管理区，成立于2023年4月1日。

## 历史
前坎布里亚郡理事会选举原定于2021年5月举行，但由于坎布里亚的地方政府重组方案尚未确定，住房、社区和地方政府大臣宣布选举推迟一年。同年7月，英国政府宣布废除坎布里亚非都市郡现有的郡区两级理事会，并将该郡“东西分裂”，建立两个单一管理区以取代原有的所有两级理事会，原坎布里亚非都市郡的北部和西部，也就是阿勒代尔、卡莱尔市和科普兰自治市镇三个非都市区范围内建立单一管理区坎伯兰，而剩余地区则建立另一个单一管理区威斯特摩兰-弗内斯。
坎布里亚的地方政府重组受到一些人的反对，反对者声称政府重组的实施只是为了让保守党在地方政府选举中获得优势。坎布里亚郡理事会由于会在计划中被废除，也寻求司法审查，以阻止地方政府重组。2022年1月，高等法院驳回了司法审查的申请。随后，坎布里亚地方政府重组的法定文书草案被提交议会；同年3月17日，《2022年坎布里亚郡（结构变更）令》在议会通过并于次日生效。

## 地理

### 名称来源
单一管理区的名称源自威斯特摩兰郡和弗内斯半岛。威斯特摩兰在1974年之前作为行政郡而存在，并根据《1972 年地方政府法》被废除并成为新的坎布里亚非都市郡的一部分。 1974 年之前的弗内斯半岛则为行政郡兰开郡的一部分，与卡特梅尔半岛一起形成了兰开郡的一块飞地。除了威斯特摩兰和弗内斯半岛外，单一管理区还管辖了属于坎伯兰历史郡的彭里斯地区以及历史上属于約克郡西瑞丁的塞德伯及其周边的地区。

### 附近行政区
| 行政区     | 方位 |
| ---------- | ---- |
| 坎伯兰     | 北   |
| 诺森伯兰   | 东北 |
| 达勒姆郡   | 东   |
| 北约克郡   | 东南 |
| 兰开斯特市 | 南   |

### 经济
单一管理区的经济主要为湖区和坎布里亚海岸周围的旅游业、造船业和巴罗因弗内斯港口以及农村地区的农业。

## 政治
坎伯兰与邻近的威斯特摩兰-弗内斯两个单一管理区范围内则继续设立统一的坎布里亚名誉郡，并在名誉郡内任命坎布里亚郡尉和坎布里亚郡长。郡长负责关注警察、监狱管理局和缓刑管理局等法定机构的工作
警察和消防服务继续在坎布里亚范围内统一提供，并由坎布里亚郡警察、消防和犯罪专员监督。警察服务由坎布里亚警察局提供，消防服务由坎布里亚消防救援局提供。。
| 城镇           | 姊妹城市                    |
| -------------- | --------------------------- |
| 道尔顿因弗内斯 | 美国宾夕法尼亚州道尔顿      |
| 肯德尔         | 爱尔兰基拉尼 · 德国林特尔恩 |
| 彭里斯         | 新南威尔士州彭里斯          |
| 塞德伯         | 斯洛維尼亞兹雷切            |
| 阿尔弗斯顿     | 法國艾伯特                  |
| 温德米尔       | 德国阿默湖畔迪森            |